# Reglas de reescritura
Las reglas de reescritura son la base del primer modelo (1957) de gramática generativa de Noam Chomsky. Dichas reglas fueron usadas para describir la sintaxis de las oraciones, es decir, su descomposición hasta llegar a sus microcomponentes.

## Las reglas
- Todas las oraciones excepto las impersonales (oraciones referentes al tiempo) se desglosan en dos partes, un sintagma nominal y un sintagma verbal. El sintagma nominal hace referencia al sujeto de la oración y el sintagma verbal, al predicado.

{\displaystyle O\to SN+SV\,}
- Un sintagma nominal siempre está compuesto por un determinante, un núcleo y un complemento.

{\displaystyle SN\to det+N+C}
- Un sintagma verbal siempre está compuesto por el auxiliar y el grupo verbal.

{\displaystyle SV\to Aux.(voz,modo,etc)+G.V.}
- El Grupo Verbal es el verbo en infinitivo. Puede ser un verbo predicativo o copulativo.

{\displaystyle G.V.\to V[+Complementos]}
o
{\displaystyle G.V.\to Copula+Atributo[+Complementos]}
- Los complementos pueden ser del nombre, directos, indirectos y/o circunstanciales.

- Complemento directo (CD). Puede tratarse de un sintagma nominal o un sintagma preposicional.
{\displaystyle CD\to SN\to det+N+C}
o
{\displaystyle CD=S.Prep.\to R+SN}
(R = Refuncionalizador)
- Complemento indirecto (CI). Es siempre un sintagma preposicional (un sintagma nominal precedido de una preposición)
{\displaystyle CI\to S.Prep.\to R+SN}
- Complemento del nombre (CN). Son adjetivos que complementan a un nombre en un SN. Pueden ser formales (estructura de un SN) o funcionales (estructura de un S. Prep.).
Ejemplo: La casa verde. (verde es un adjetivo formal)
{\displaystyle SN{\begin{cases}det&La\\N&casa\\C&{\begin{cases}det&\emptyset \\N&verde\\C&\emptyset \end{cases}}\end{cases}}}
Ejemplo: La casa de color verde. (de color verde es un CN funcional que complementa a La casa. Verde es un CN formal que complementa a de color)
{\displaystyle SN{\begin{cases}det&La\\N&casa\\C&{\begin{cases}R&de\\C&{\begin{cases}det&\emptyset \\N&color\\C&{\begin{cases}det&\emptyset \\N&verde\\C&\emptyset \end{cases}}\end{cases}}\end{cases}}\end{cases}}}
- Datos: Q6104414